# Sabatia kennedyana
Sabatia kennedyana är en gentianaväxtart som beskrevs av Merritt Lyndon Fernald. Sabatia kennedyana ingår i släktet Sabatia och familjen gentianaväxter. Inga underarter finns listade i Catalogue of Life.